# Carl Mendelssohn Bartholdy
Carl Wolfgang Paul Mendelssohn Bartholdy, född 7 februari 1838 i Leipzig, Sachsen, död 23 februari 1897 i Windisch, Schweiz, var en tysk historiker; son till Felix Mendelssohn Bartholdy och far till Albrecht Mendelssohn Bartholdy. 
Mendelssohn blev 1867 professor i historia vid universitetet i Freiburg im Breisgau, men var från 1874 sinnessjuk. Han gjorde 1863 två resor till Grekland. Han dog på den psykiatriska kliniken Königsfelden i Windisch. Bland hans arbeten märks Graf Johann Kapodistrias (1864), Friedrich von Gentz (1867), Geschichte Griechenlands von 1453 bis auf unsere Tage (två band, 1870-1874) och Goethe und Felix Mendelssohn-Bartholdy (1871).